# 叶坪镇 (瑞金市)
叶坪镇，是中华人民共和国江西省赣州市瑞金市下辖的一个乡镇级行政单位。原为叶坪乡，2021年1月6日，经省政府批准，撤乡设镇，以原叶坪乡行政区域为叶坪镇行政区域。叶坪镇镇行政区划代码为360781107，叶坪镇人民政府驻叶坪居民委员会。
1930年代初，江西剿共戰爭期间，叶坪是中华苏维埃共和国临时中央政府驻地，留有叶坪革命旧址群。

## 沿革
因其在脱贫攻坚战中的杰出贡献与付出，在2021年2月25日全国脱贫攻坚总结表彰大会上，当地镇被授予“全国脱贫攻坚楷模”。中共中央总书记、国家主席、中央军委主席习近平为其颁奖。

## 行政区划
叶坪镇下辖以下地区：
叶坪村、新院村、田坞村、朱坊村、洋溪村、腰布村、云集村、松坪村、谢排村、下罗村、禾仓村、寨下村、横岭村、王屋村、福水村、瑞星村、仰山村、黄沙村、马山村、洋坊村、石园村、大胜村、石岗村、合龙村、脚陂村、田背村、松山村、均田村、山岐村和岭脑村。